# Ichthyophis elongatus
Ichthyophis elongatus é um anfíbio gimnofiono da família Ichthyophiidae endémica da ilha de Sumatra, Indonésia.
A espécie ocorre entre os 500 e os 600 metros de altura.
A última vez que foi avistada foi no fim da década de 1990.